# Persone di nome Henri/Calciatori
| Questa pagina contiene informazioni ricavate automaticamente dalle voci biografiche con l'ausilio del template Bio e di un bot. L'aggiornamento è periodico e automatico e ricostruisce completamente la pagina. Se manca una persona in questa lista, sei pregato di non aggiungerla, ma accertati piuttosto che la sua voce biografica contenga il template Bio e che i dati anagrafici siano correttamente compilati. Se il template Bio manca, inseriscilo tu stesso o, in alternativa, metti l'avviso {{tmp\|Bio}} che ne segnala la mancanza. Se i dati riportati sono sbagliati, correggi direttamente la voce biografica; le modifiche saranno visibili in questa lista entro pochi giorni. Per chiarimenti vedi il progetto antroponimi. La lista contiene solo le 63 persone che sono citate nell'enciclopedia e per le quali è stato implementato correttamente il template Bio. Pagina aggiornata al 22 gen 2025. |

Questa è una lista di persone presenti nell'enciclopedia che hanno il nome Henri e sono calciatori.

## A(7)
- Henri Aalto, ex calciatore finlandese (Espoo, n. 1989)
- Henri Alberto, calciatore e allenatore di calcio italiano (Paesana, n. 1933 - Aubenas, † 2019)
- Henri Anier, calciatore estone (Tallinn, n. 1990)
- Henri Antchouet, ex calciatore gabonese (Libreville, n. 1979)
- Henri Arnaudeau, calciatore francese (Bordeaux, n. 1922 - Saint-Dizier, † 1987)
- Henri Augé, ex calciatore francese (Cournonterral, n. 1941)
- Henri Avagyan, calciatore armeno (Erevan, n. 1996)

## B(12)
- Henri Baaij, calciatore olandese (Amsterdam, n. 1900 - Tamarkan, † 1943)
- Henri Baillot, calciatore francese (Magny, n. 1924 - Gorze, † 2000)
- Henri Bard, calciatore francese (Lione, n. 1892 - Parigi, † 1951)
- Henri Beau, calciatore francese (Parigi, n. 1881 - Parigi, † 1928)
- Henri Bedimo, ex calciatore e allenatore di calcio camerunese (Douala, n. 1984)
- Henri Belle, calciatore camerunese (Douala, n. 1989)
- Henri Bellocq, calciatore francese (Bordeaux, n. 1884 - Parigi, † 1959)
- Henri Biancheri, calciatore francese (Marsiglia, n. 1932 - Monaco, † 2019)
- Henri Bienvenu, ex calciatore camerunese (Yaoundé, n. 1988)
- Henri Bierna, calciatore belga (Liegi, n. 1910 - † 1944)
- Hans Blume, calciatore olandese (n. 1887 - Melbourne, † 1978)
- Henri Bossi, ex calciatore lussemburghese (n. 1959)

## C(2)
- Henri Camara, ex calciatore senegalese (Dakar, n. 1977)
- Henri Caroine, ex calciatore francese (n. 1981)

## D(5)
- Henri Dapples, calciatore svizzero (Genova, n. 1871 - Zurigo, † 1920)
- Henri De Deken, calciatore belga (Schoten, n. 1907 - Anversa, † 1960)
- Henri Dirickx, calciatore belga (Duffel, n. 1927 - Bruxelles, † 2018)
- Henri Duhayot, ex calciatore francese (Aillas, n. 1944)
- Harry Dénis, calciatore olandese (L'Aia, n. 1896 - L'Aia, † 1971)

## G(4)
- Henri Glasson, calciatore svizzero (La Chaux-de-Fonds, n. 1896 - Montagnola, † 1968)
- Huug de Groot, calciatore olandese (Rotterdam, n. 1890 - Scheveningen, † 1957)
- Henri Guerre, calciatore francese (Parigi, n. 1885 - Neuilly-sur-Seine, † 1984)
- Henri Guérin, calciatore e allenatore di calcio francese (Montmirail, n. 1921 - Saint-Malo, † 1995)

## H(1)
- Henri Holgard, calciatore francese (Quevauvillers, n. 1884 - Berck, † 1927)

## I(1)
- Henri Isemborghs, calciatore belga (Anversa, n. 1914 - † 1973)

## J(1)
- Henri Järvelaid, calciatore estone (Tallinn, n. 1998)

## K(2)
- Henri Klein, calciatore lussemburghese (Oberkorn, n. 1944 - † 1995)
- Henri Koudossou, calciatore tedesco (Monaco di Baviera, n. 1999)

## L(4)
- Henri Lansbury, ex calciatore inglese (Enfield, n. 1990)
- Henri Larnoe, calciatore belga (Anversa, n. 1897 - Zoersel, † 1978)
- Henri Lesur, calciatore francese (Tourcoing, n. 1892 - † 1971)
- Henri Lewandowicz, ex calciatore francese (Barlin, n. 1936)

## M(7)
- Patrick Mboma, ex calciatore camerunese (Douala, n. 1970)
- Henri Meert, calciatore belga (Schaerbeek, n. 1920 - Anderlecht, † 2006)
- Henri Michel, calciatore e allenatore di calcio francese (Aix-en-Provence, n. 1947 - Gardanne, † 2018)
- Henri Moigneu, calciatore francese (Chevilly, n. 1887 - Frévent, † 1937)
- Henri Mouton, calciatore francese (n. 1881 - † 1962)
- Henri Munyaneza, ex calciatore ruandese (Kigali, n. 1984)
- Henri Myntti, ex calciatore finlandese (Kokkola, n. 1982)

## N(2)
- Henri Junior Ndong, calciatore gabonese (Bitam, n. 1992)
- Henri Ndreka, ex calciatore albanese (Alessio, n. 1983)

## P(2)
- Henri Patrelle, calciatore, imprenditore e dirigente sportivo francese (n. 1918 - † 1995)
- Henri Pavillard, calciatore francese (Héricourt, n. 1905 - † 1978)

## S(7)
- Henri Saivet, calciatore senegalese (Dakar, n. 1990)
- Henri Salvano, calciatore francese (Blida, n. 1901 - † 1964)
- Henri Scharry, calciatore lussemburghese (n. 1904 - † 1954)
- Henri Sellier, calciatore francese (n. 1889 - † 1924)
- Henri Sillanpää, ex calciatore finlandese (Tornio, n. 1979)
- Henri Skiba, calciatore e allenatore di calcio francese (Bytom, n. 1927 - Limoges, † 2018)
- Henri Stambouli, calciatore e allenatore di calcio francese (Orano, n. 1961 - Dakar, † 2023)

## T(3)
- Henri Thellin, calciatore belga (Duisburg, n. 1931 - Saint-Barthélemy, † 2006)
- Henri Toivomäki, ex calciatore finlandese (Mäntsälä, n. 1991)
- Henri Traoré, ex calciatore burkinabé (n. 1983)

## V(3)
- Henri Van Averbeke, calciatore belga (Anversa, n. 1900 - Anversa, † 1946)
- Henri Vascout, calciatore francese (Parigi, n. 1886 - Parigi, † 1936)
- Henri Viallemonteil, calciatore francese (Parigi, n. 1892 - Parigi, † 1937)